# Krátké 20. století

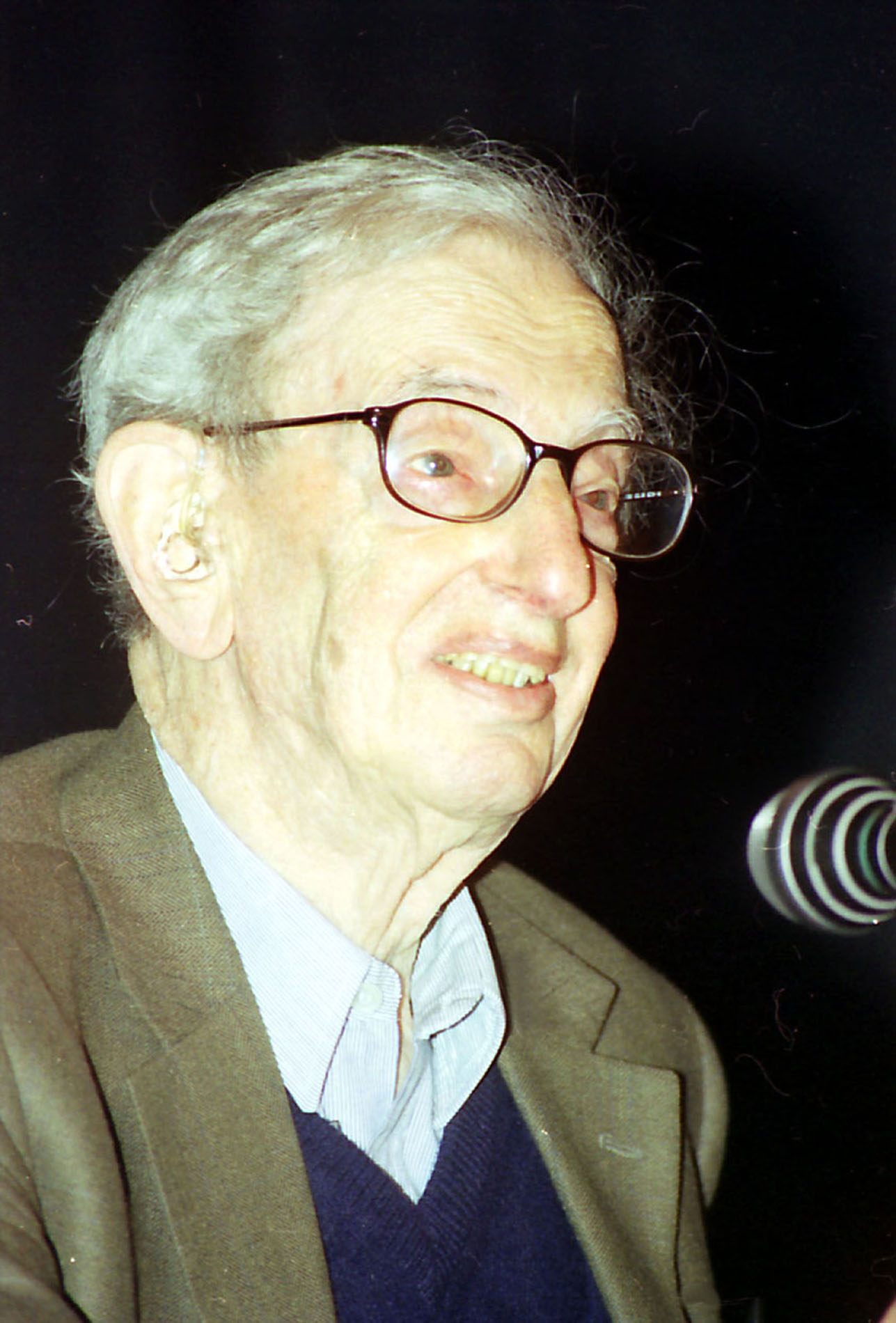
Popularizátor termínu, historik Eric Hobsbawm

Krátké 20. století je historické období vymezené lety 1914–1991, jehož začátek je spojen s vypuknutím první světové války a konec s rozpadem Sovětského svazu. Tento termín zavedl maďarský historik Iván T. Berend, který poukázal na to, že století jako časové vymezení historických epoch není příliš vhodné, protože historické události se neřídí přesnými kalendářními daty. Koncept se stal známým díky britskému historikovi Ericu Hobsbawmovi, jenž jej v roce 1994 použil jako podtitul své knihy „Doba extrémů“.
Výraz je obdobou pojmu „dlouhé 19. století“, který rovněž zpopularizoval Eric Hobsbawm a který označuje období od roku 1789 do roku 1914. Podobně existuje i pojem „dlouhé 18. století“, jež zahrnuje léta 1688–1815. Oba tyto termíny slouží k vymezení historických epoch, které nelze přesně ohraničit kalendářními daty, ale jsou určeny významnými politickými a společenskými událostmi.

## Charakteristika
Toto období bylo zásadně ovlivněno dvěma světovými válkami, které změnily politickou mapu světa, vedly ke zániku několika monarchií (německé, osmanské, rakousko-uherské a ruské říše) a přinesly nové uspořádání mezinárodních vztahů. Druhá světová válka byla důsledkem nevyřešených problémů po první světové válce a jejím následkem byla studená válka – dlouhodobý konflikt mezi Východem a Západem, který skončil až rozpadem Sovětského svazu v roce 1991.
Krátké 20. století je charakteristické nejen vojenskými konflikty, ale i výraznými ideologickými střety, kdy se prosadily a později zanikly totalitní režimy založené na fašismu a komunismu. Současně probíhal vědecký a technologický pokrok, který se projevil ve vývoji atomové bomby, letectví, kosmonautiky, medicíny, masových médií a dalších oblastí.